# Supercoppa brasiliana 2024 (pallavolo maschile)
La Supercoppa brasiliana 2024, 10ª edizione della supercoppa nazionale maschile di pallavolo, si è svolta il 18 ottobre 2024: al torneo hanno partecipato due squadre di club brasiliane e la vittoria finale è andata per la sesta volta al Sada.

## Regolamento
Le squadre hanno disputato una gara unica.

## Squadre partecipanti
| Squadra | Qualificazione                       |
| ------- | ------------------------------------ |
| Sada    | Vincitrice Coppa del Brasile 2023    |
| Sesi    | Vincitrice Superliga Série A 2023-24 |

## Torneo
| 18 ottobre 2024 Ginásio Castelinho, São Luís Durata: 2h:10 - Spettatori: ? | Sesi | 1 - 3 | Sada | 17-25, 27-25, 17-25, 18-25 |